# Città metropolitana di Messina
La città metropolitana di Messina è una città metropolitana italiana di 595 098 abitanti della Sicilia. Comprende 108 comuni su una superficie di 3266,12 km² ed è la prima suddivisione amministrativa per comuni della regione. È subentrata il 4 agosto 2015 alla soppressa provincia regionale di Messina.
Si affaccia a nord sul mar Tirreno e a est sul mar Ionio, separata dalla Calabria dallo stretto di Messina, confinando ad ovest con la città metropolitana di Palermo, a sud con il libero consorzio comunale di Enna e la città metropolitana di Catania. Ospita un'importante riserva della biosfera, infatti la laguna di Capo Peloro è anche sito di importanza internazionale, inserito nel Water Project dell'UNESCO del 1972, e sito di importanza nazionale riconosciuto dalla Società botanica italiana. All'interno della riserva naturale vivono più di 400 specie acquatiche, di cui almeno dieci endemiche. È anche patrimonio culturale di rilevanza mondiale, infatti le isole Eolie, sono dal 2000, Patrimonio dell'Umanità UNESCO.
Il territorio messinese è tra i più ricchi dell'isola e ne fanno parte due delle località turistiche più importanti della Sicilia e d’Italia: Taormina e le isole Eolie (Alicudi, Filicudi, Lipari, Panarea, Salina, Stromboli e Vulcano): le isole costituiscono il comune di Lipari, ad eccezione di Salina che è suddivisa amministrativamente in tre comuni. Altri siti turistici di grande importanza sono Capo d’Orlando, Milazzo, Oliveri, Montalbano Elicona e il parco dei Nebrodi.

## Geografia fisica

### Territorio
Il territorio è attraversato da est a ovest, a partire dal capoluogo, dalle catene dei monti Peloritani e dei Nebrodi. La divisione delle due catene, sulla linea Tirreno–Jonio, si trova all'altezza dei comuni di Furnari, Mazzarrà Sant'Andrea, Novara di Sicilia e Francavilla di Sicilia.
La costa tirrenica è lunga 150 km: 24 all'interno del Comune di Messina e 126 da Villafranca Tirrena a Tusa, rispettivamente primo e ultimo comune del Tirreno messinese.
La costa jonica è lunga 68 km: 34 all'interno del comune di Messina e altrettanti da Scaletta Zanclea a Giardini-Naxos, rispettivamente primo e ultimo comune dello Jonio messinese.
La città metropolitana di Messina è il territorio provinciale italiano con più comuni con accesso al mare, ben 46 (34 sul mar Tirreno, 12 sul mar Jonio e il comune di Messina su entrambi).
Il territorio è prevalentemente montuoso, ad eccezione delle piane alluvionali alle foci dei corsi d'acqua. La pianure più estese sono: la Valle del Mela, nel territorio comprendente Milazzo e Barcellona Pozzo di Gotto, i due centri più popolosi della città metropolitana (dopo il capoluogo) e la Valle del Niceto.
Le catene montuose dei Monti Peloritani (fino a 1300 m) e dei Nebrodi o Caronie (fino a 1900 m), con l'omonimo parco regionale naturale, rappresentano la continuazione naturale dell'Appennino continentale in territorio siciliano, e ricadono in parte nella macro-area della Sicilia centrale.
La popolazione, nel corso degli anni, si è concentrata prevalentemente sulla costa, abbandonando in buona parte i centri collinari e causando una grande espansione delle borgate marittime degli stessi, via via riconosciute come comuni autonomi dalla fine del secolo XIX in poi.

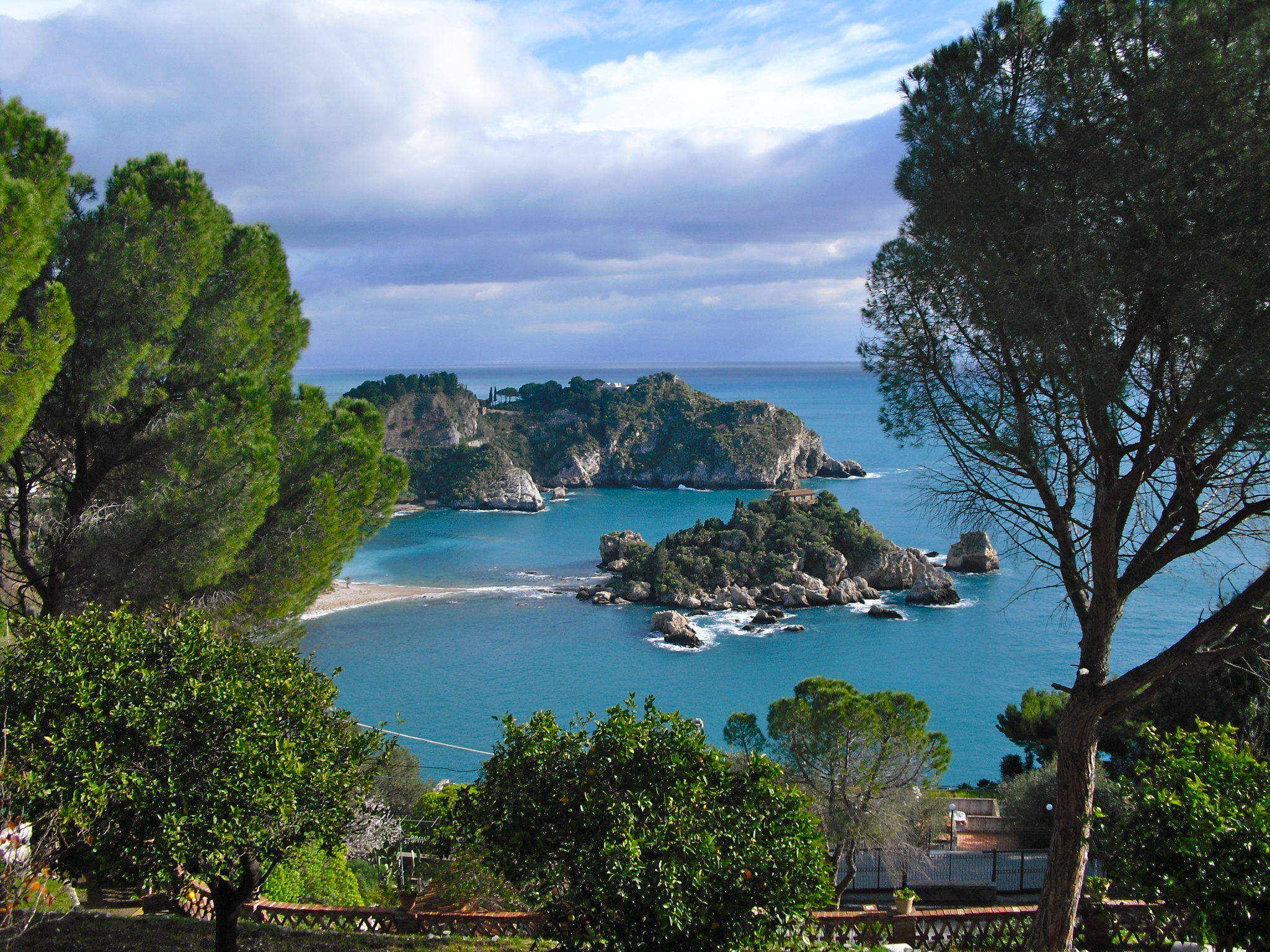
l'Isola Bella a Taormina

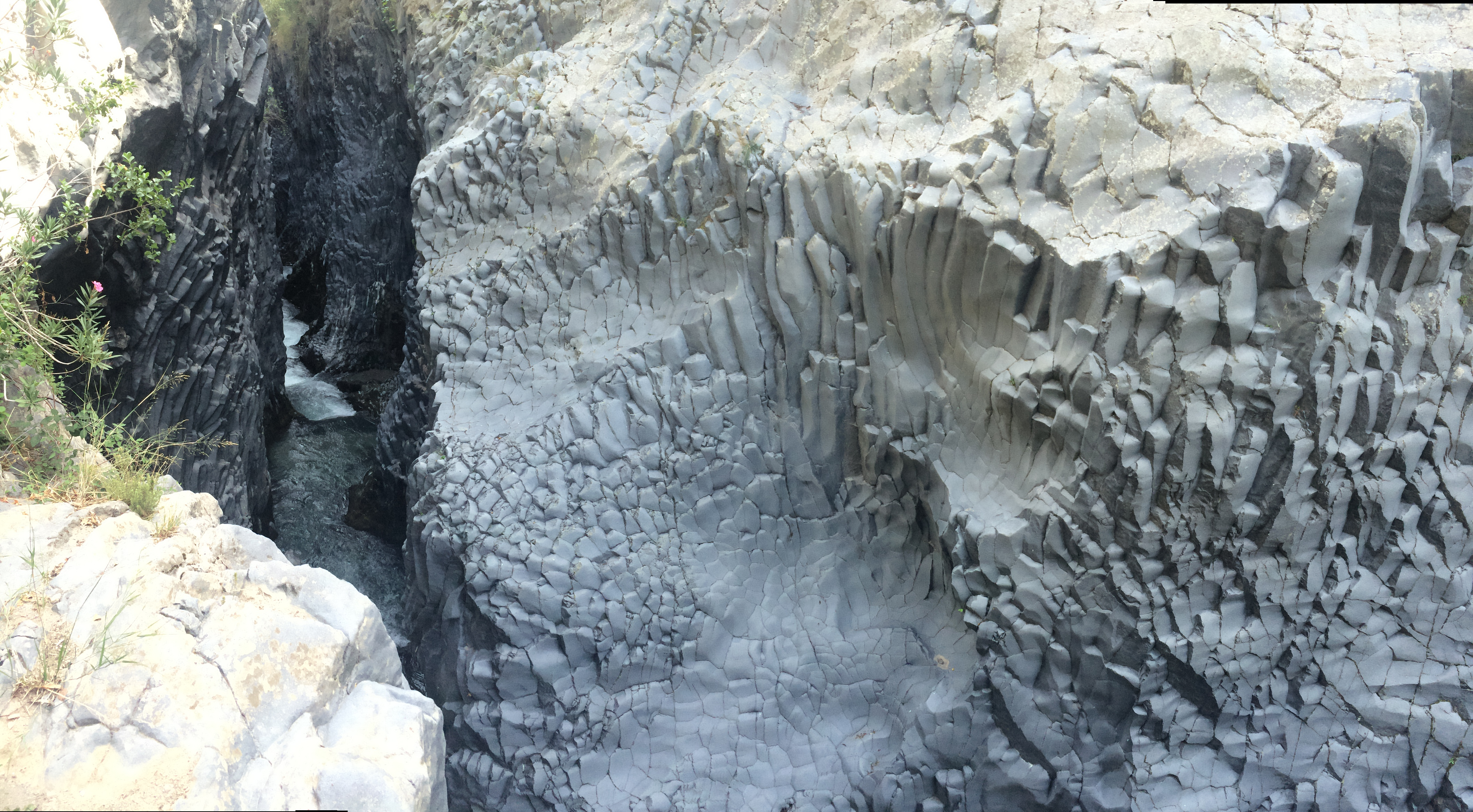
le gole dell'Alcantara

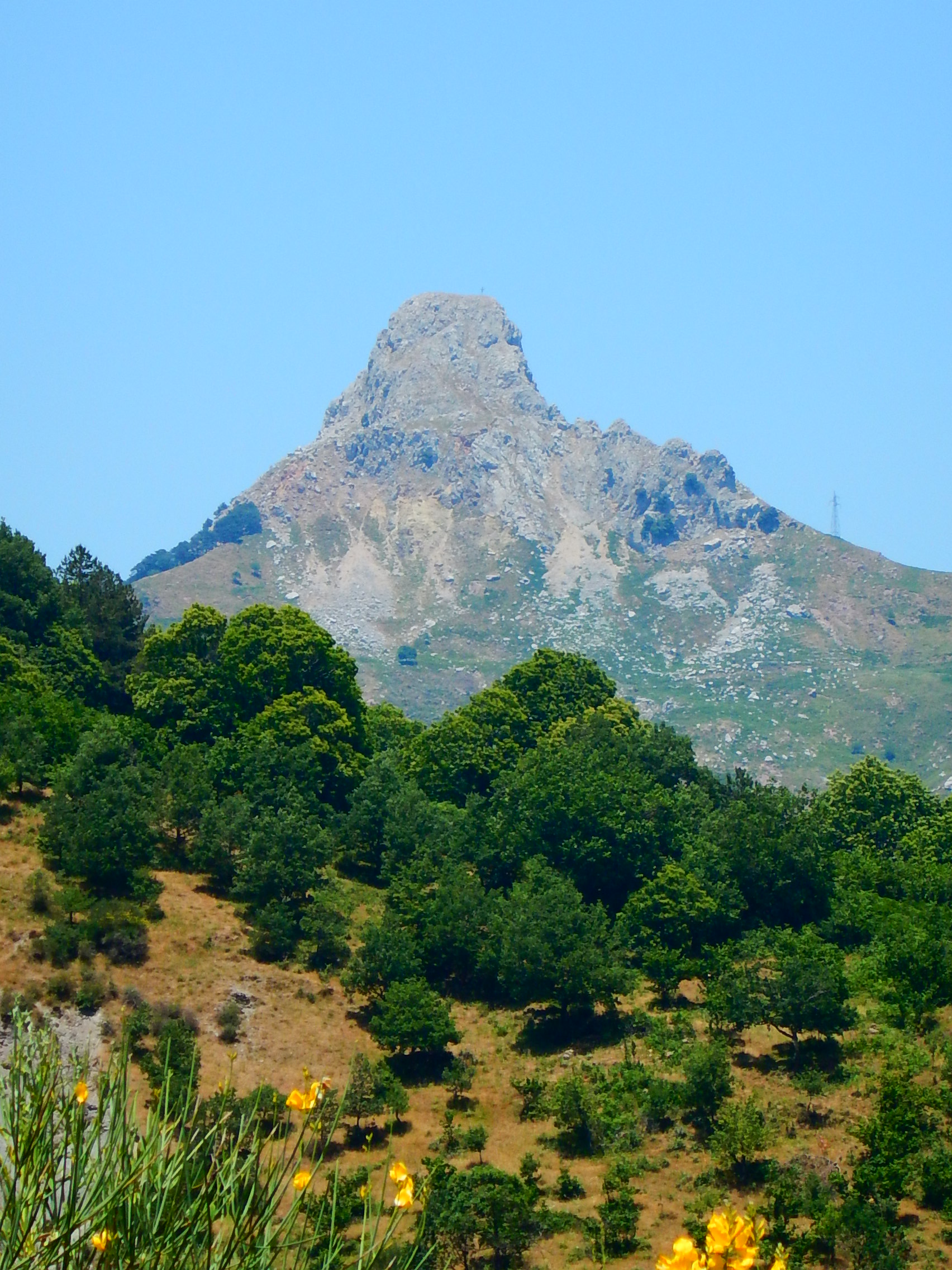
Profilo della Rocca Salvatesta da Fondachelli-Fantina

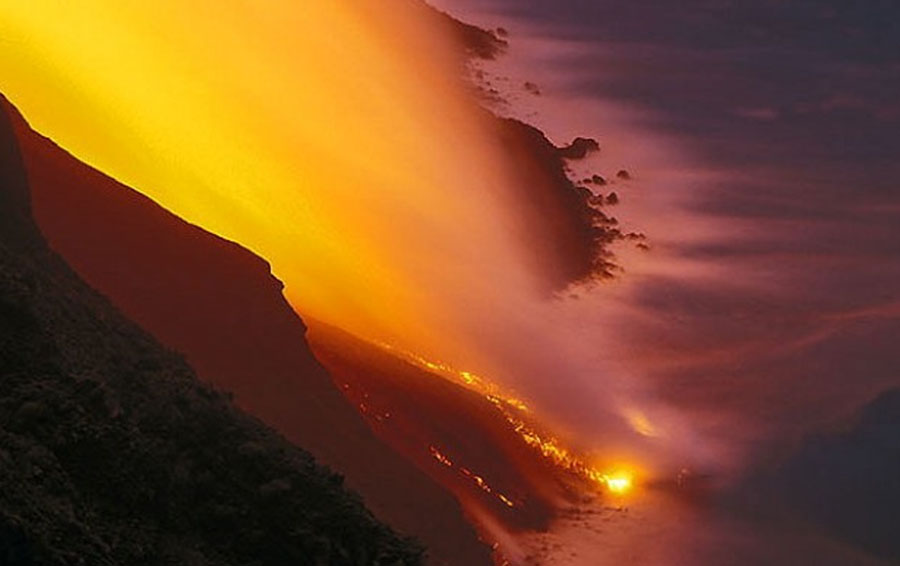
La Sciara del fuoco a Stromboli, nelle isole Eolie

I principali corsi d'acqua sono il fiume Alcantara (che segna il confine con la città metropolitana di Catania) ed altri corsi d'acqua a regime torrentizio tra cui il fiume Timeto, il fiume Niceto, il fiume Mela, il fiume Patrì e il fiume Agrò. Il Fiume Pollina, ad ovest, è il limite di confine con la città metropolitana di Palermo.

### Clima
Il clima della città metropolitana di Messina è, di massima tra i più miti della Sicilia ma è anche il più piovoso. In media, d'estate, le temperature massime si mantengono sotto i 42 °C e d'inverno raramente al di sotto dei 14 °C. Le città costiere, in particolare quelle vicine allo Stretto, hanno una bassa escursione termica; la temperatura è mite di giorno ma la più elevata, in Italia, di notte. Questo comporta una temperatura mite d'inverno ma afosa d'estate. L'inverno si presenta mite ma freddo nei paesi montani a 1200 m soprattutto nella zona interna dei Nebrodi. Nella città metropolitana si trova il comune più alto della Sicilia, Floresta, a 1275 metri sul livello del mare.

## Storia
La città metropolitana di Messina è stata istituita con la legge regionale n. 15 del 4 agosto 2015, sostituendo la soppressa provincia regionale di Messina.
La prima elezione, di secondo grado, per i nuovi organi prevista per il 29 novembre 2015, il 10 novembre è stata rinviata dall'ARS, che ha anche prorogato i commissari fino al giugno 2016.

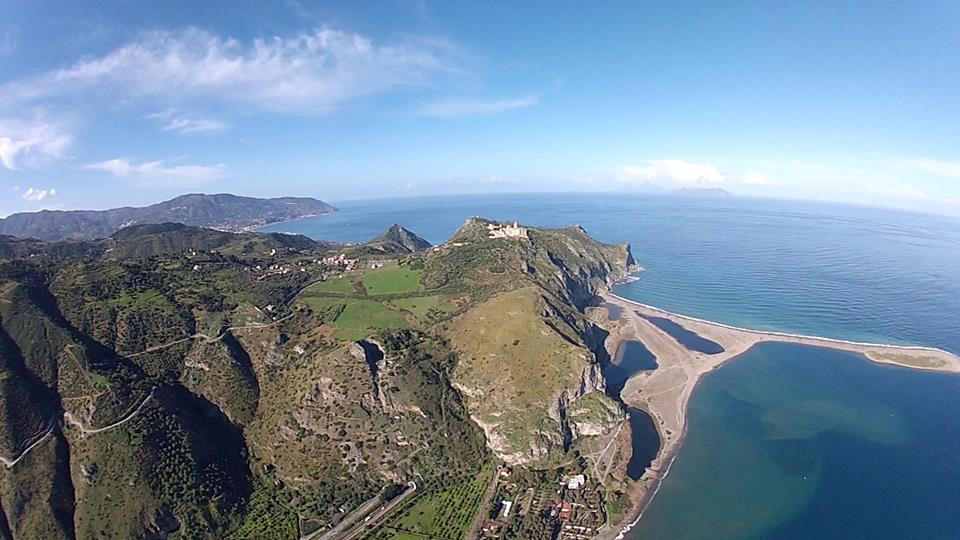
il Santuario di Tindari sopra i laghetti di Marinello

Il 4 gennaio 2016 il presidente della Regione nomina commissario Filippo Romano. Il 1º giugno 2016, in attuazione della legge regionale 17 maggio 2016 n. 8, che all'art. 23 ha modificato la l.r. 15/2015, il sindaco del comune di Messina Renato Accorinti diviene automaticamente sindaco della città metropolitana, insediandosi il 10 giugno, mentre Romano resta commissario per le funzioni del consiglio metropolitano.
Il 10 ottobre 2017 Accorinti decade da sindaco della città metropolitana di Messina in seguito al provvedimento di revoca firmato dall'allora presidente della Regione Rosario Crocetta (in recepimento della legge, votata dall'ARS, che prevede l'elezione diretta dei sindaci metropolitani); gli subentra il commissario regionale Francesco Calanna. L’8 marzo 2018, su nomina dell'appena eletto presidente della Regione Nello Musumeci, Accorinti torna a ricoprire nuovamente la carica di sindaco metropolitano. Con il decreto di nomina n. 533 dell'8 marzo 2018, Musumeci ha assegnato le funzioni del Consiglio metropolitano al commissario straordinario Filippo Ribaudo, per 15 anni segretario e direttore generale del comune di Messina e poi commissario straordinario del comune di Torrenova.
Le prime elezioni per il consiglio erano previste per il 25 settembre 2016, ma sono state rinviate.
L'11 febbraio 2019 è stata indetta, per una settimana lavorativa, la sospensione di ogni attività della città metropolitana, attraverso la chiusura degli uffici e la collocazione in ferie d'ufficio di tutto il personale in servizio: la decisione del sindaco metropolitano Cateno De Luca è stata chiarita in un comunicato ufficiale, in cui prende atto del dissesto finanziario dell'ente e della mancata approvazione del bilancio equilibrato per insufficienza di risorse finanziarie. A tale iniziativa, si sono susseguite due manifestazioni organizzate dallo stesso De Luca: una a Messina con i sindaci dei comuni della Città metropolitana, durante la quale ha consegnato la sua fascia da sindaco metropolitano al viceprefetto di Messina; l'altra a Palermo, sotto la sede della presidenza della Regione Siciliana, insieme a tutti i sindaci dei comuni siciliani che hanno deciso di partecipare. Dopo queste due manifestazioni, il governo Musumeci ha siglato il primo accordo con lo Stato per consentire alle città metropolitane e ai liberi consorzi comunali di ottenere le risorse finanziarie per approvare il bilancio equilibrato del 2019 entro il medesimo anno, autorizzando altresì tali enti di area vasta di approvare il disavanzo del bilancio consuntivo del 2018. Nell'accordo, siglato tra l'Assessore all'economia della Regione Siciliana Gaetano Armao ed il Sottosegretario al ministero dell'economia e delle finanze Alessio Villarosa, è previsto che, entro il 30 settembre 2019, per tutti gli enti di area vasta della regione, sarebbero state trovate le risorse finanziarie per garantire l'approvazione del bilancio equilibrato 2020/2022, in modo da programmare e spendere le risorse extrabilancio assegnate dalla Regione, dallo Stato e dall'Unione europea.
Il 30 giugno 2019, inoltre, si sarebbero dovute tenere le elezioni di secondo livello per i 3 Consigli metropolitani e per i vertici dei 6 liberi consorzi comunali con i rispettivi Consigli provinciali. Dopo il diniego ufficializzato del sindaco metropolitano Cateno De Luca a convocare queste elezioni (fornendo come motivazione che non avrebbe avuto senso eleggere i Consigli se le Città metropolitane siciliane non fossero state in grado di approvare i bilanci equilibrati) e dopo che la Regione ha nominato un commissario ad acta per convocarle (addebitando tutte le spese allo stesso De Luca), la battaglia politica si è spostata all'ARS ove, dopo alcune settimane di discussione, sono state annullate le elezioni indette per il 30 giugno 2019 e sono state fissate ad aprile 2020, o comunque entro il 31 maggio 2020.
Un Decreto del Presidente della Regione Siciliana ha indetto le elezioni in Sicilia per il giorno di domenica 27 aprile 2025 dei "Presidenti e dei Consigli dei liberi Consorzi comunali di Agrigento, Caltanissetta, Enna, Ragusa, Siracusa e Trapani nonché dei Consigli Metropolitani di Palermo, Catania e Messina".
Il 27 aprile 2025 si sono tenute le elezioni di secondo livello per eleggere il primo Consiglio Metropolitano, composto da 14 consiglieri, nell'ambito delle Elezioni del Consiglio Metropolitano 2025.

## Trasporti e comunicazioni

### Strade

#### Autostrade

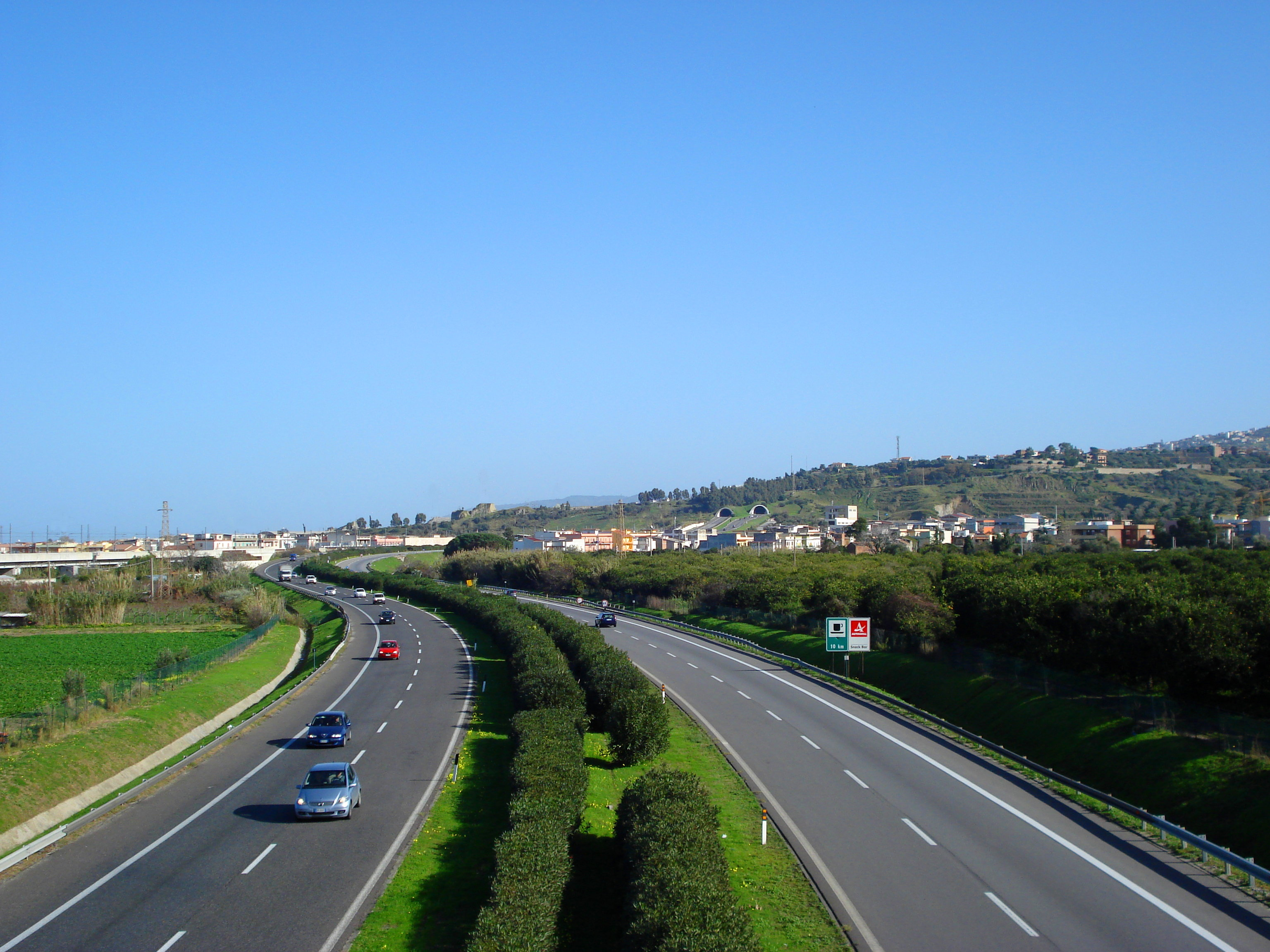
L'autostrada A20 nei pressi di Torregrotta

Il territorio metropolitano è attraversato da due autostrade:
- l'A18 (Messina-Catania) con gli svincoli di Roccalumera, Taormina e Giardini Naxos;
- l'A20 (Messina-Palermo) con gli svincoli di Villafranca Tirrena (monodirezionale da e per Messina), Rometta, Milazzo-Isole Eolie, Barcellona Pozzo di Gotto, Falcone, Patti, Brolo-Capo d'Orlando est, Rocca di Capri Leone-Capo d'Orlando ovest, Sant'Agata di Militello, Reitano-Santo Stefano di Camastra e Tusa. Della stessa autostrada fa parte il tratto urbano della città di Messina[18] comprendente gli svincoli di Annunziata – Giostra (in costruzione), Boccetta, Centro, Gazzi, San Filippo e Tremestieri.

#### Strade provinciali
Con l'introduzione del decreto legislativo n. 112 del 1998 tutte le strade statali che interessavano il territorio sono divenute di competenza della provincia (poi città metropolitana). Nel contempo l'amministrazione provinciale ha operato una serie di declassamenti di strade provinciali, cedute ai comuni. Alla data del 2003 vi erano 1.141,95 km di strade provinciali.

#### Strade statali
Le strade statali che attraversano il territorio sono:
- SS 113 Settentrionale Sicula Messina – Trapani
- SS 114 Orientale Sicula Messina – Siracusa
- SS 116: Capo d'Orlando – Randazzo (60 km)
- SS 117 Centrale Sicula: Santo Stefano di Camastra – Leonforte (70 km)
- SS 185 di Sella Mandrazzi: Terme Vigliatore – Novara di Sicilia- Francavilla di Sicilia – Giardini Naxos (70 km)
- SS 289 di Cesarò: Acquedolci – San Fratello – Cesarò (50 km)

### Ferrovie
La città metropolitana di Messina è interessata dalle seguenti tratte ferroviarie:
| Ferrovia                  | km percorsi nel territorio metropolitano |
| ------------------------- | ---------------------------------------- |
| Ferrovia Palermo-Messina  | 135                                      |
| Ferrovia Messina-Siracusa | 51                                       |
| Metroferrovia di Messina  | 15                                       |

Per circa mezzo secolo il territorio usufruì della ferrovia Alcantara-Randazzo, con un'estensione di 13 km. La linea tuttavia è chiusa all'esercizio dal 2002.

### Porti
- Il porto di Messina, sede dell'Autorità portuale (che gestisce anche lo scalo di Milazzo), è il più grande porto naturale attrezzato della Sicilia, utilizzato sia come porto commerciale che militare (nel porto ha sede uno storico arsenale militare). È collegato al continente con traghetti e aliscafi sia per Villa San Giovanni e Reggio Calabria che per le Eolie. I collegamenti con Villa San Giovanni permettono il trasporto dei convogli ferroviari, sia merci che passeggeri. Il porto di Messina è l'ottavo in Italia per attività croceristica, con oltre 200.000 croceristi arrivati nel 2006, circa 300.000 nel 2007, 355.000 nel 2008, 400.000 nel 2009, 500.000 nel 2010[senza fonte].
- Porto di Tremestieri; dagli inizi degli anni duemila è il secondo porto della città, costituito da due invasature per le navi traghetto che trasportano autocarri da e per la Calabria. Il porto sorge nella periferia meridionale, nel sobborgo di Tremestieri, ed è raggiungibile grazie al collegamento con lo svincolo Messina Sud – Tremestieri della tangenziale di Messina. Il porto mira ad assorbire la gran parte del traffico gommato pesante in attraversamento liberandone il centro cittadino. In progetto è anche il trasferimento nel nuovo approdo, opportunamente ampliato, delle Autostrade del Mare verso Salerno[senza fonte].
- Porto di Milazzo, dal quale partono i collegamenti con le isole Eolie.
- Porto di Lipari
- Porto di Vulcano
- Porto di Santa Marina Salina
- Porto di Rinella
- Porto di Portorosa Furnari
- Porto di Capo d'Orlando
- Porto di S.Agata di Militello
- Porto di Giardini Naxos

### Aeroporti
La città metropolitana di Messina è sprovvista di aeroporti. Ciò ha dato adito a studi di fattibilità e proposte per realizzarne uno sul territorio. Un sito è stato localizzato nella valle del Mela, a pochi chilometri dal capoluogo tra Barcellona e Milazzo. Un altro progetto è stato proposto in località Zappulla tra Torrenova e Capo d'Orlando. L'aeroporto più vicino è quello di Reggio Calabria ma gli scali di Catania e Palermo sono molto più utilizzati dagli abitanti dell'area metropolitana in quanto offrono maggiori servizi, tra cui un numero superiore di voli, di destinazioni e offerte a basso costo; quello catanese è utilizzato da gran parte del territorio provinciale, mentre Punta Raisi è il più vicino per quanto riguarda la zona tra Sant'Agata Militello e Tusa.

#### Aviosuperfici
- Aviosuperficie di Caronia
- Aviosuperficie di Capo d'Orlando

## Parchi, riserve e aree protette
Qui di seguito sono indicati i parchi e le riserve marine, ricadenti nella città metropolitana di Messina.
| Denominazione                                        | Zona geografica              | Sede amministrativa    | Sito istituzionale             |
| ---------------------------------------------------- | ---------------------------- | ---------------------- | ------------------------------ |
| Parco dei Nebrodi                                    | Catena dei Nebrodi           | Caronia                | Parco dei Nebrodi.             |
| Parco fluviale dell'Alcantara                        | Bacino del fiume Alcantara   | Francavilla di Sicilia | Parco fluviale dell'Alcantara. |
| Riserva naturale orientata laguna di Capo Peloro     | Zona nord di Messina         | Messina                | Capo Peloro.                   |
| Riserva naturale orientata bosco di Malabotta        | Tra i Nebrodi e i Peloritani | Montalbano Elicona     | Bosco di Malabotta.            |
| Riserva naturale orientata Monte Scuderi             | Dintorni Messina sud         | Fiumedinisi            | Monte Scuderi.                 |
| Riserva naturale integrale vallone Calagna           | Nebrodi                      | Tortorici              | Vallone Calagna.               |
| Riserva naturale Le Montagne delle Felci e dei Porri | Eolie                        | Leni                   | Montagne Felci e Porri.        |
| Riserva naturale orientata Laghetti di Marinello     | Tra i Peloritani e i Nebrodi | Patti                  |                                |
| Riserva naturale orientata Isola Bella               | Jonio                        | Taormina               | Isola bella, su nozio.com.     |

Nel 2006 è nato il comitato promotore per la costituzione del Parco dei Peloritani che ha avuto il via libera dalla Regione. I Comuni devono trovare l'accordo con la Regione per organizzare la riqualificazione dell'area ambientale, naturalista, sociale e umana. Il territorio si estende per 65 km da Capo Peloro ai Nebrodi e all'Alcantara, fino a Giardini Naxos.

## Economia

### Agricoltura
Tra le province siciliane quella di Messina non vanta, a ragione della montuosità, grandi distretti agrumicoli come Catania, né viticoli come Trapani, o serricoli come Ragusa. Nelle valli che si addentrano tra le catene che affiancano il litorale si possono reperire, peraltro, tutte le colture tipiche dell'Isola, tanto arboricole quanto orticole e una serie di paesaggi agrari tra i più diversificati della Sicilia, quali il mosaico dei vivai di Mazzarrà Sant'Andrea, gli agrumi di Barcellona Pozzo di Gotto e Santa Teresa di Riva, le aree a pascolo dei Nebrodi, i noccioleti dei rilievi afferenti all'Etna, i piccoli vigneti piantati sul bianco suolo di pomice delle Lipari. Nella valle del Niceto si trovano inoltre i frutteti di pesche sbergie, una particolare varietà di pesca liscia «le cui peculiarità organolettiche non sono riscontrabili nelle produzioni di altre località».

### Industria
L'apparato industriale è piuttosto frammentato e di medie dimensioni, in diverse sedi quali:
- La zona industriale regionale (ZIR), nella zona sud della città di Messina, con attività come molitura del grano, produzione di caffè, birra e generi alimentari, prefabbricati, mobili.
- il polo per lo sviluppo artigianale di Larderìa, ancora nella zona meridionale della città, sede di attività artigianali di medie dimensioni e produzioni di mobili, materiale prefabbricato e per l'edilizia.
- Importante il settore della cantieristica navale presente nella zona falcata del porto cittadino, storica sede della Cantieri Rodriquez, dove fu costruito il primo aliscafo al mondo, e altri grandi cantieri privati e pubblici.
- La Raffineria Mediterranea di Milazzo uno dei tre grandi complessi di raffinazione degli idrocarburi di Sicilia.
- Cantieri navali anche a Giammoro, frazione di Pace del Mela. Qui trovano spazio anche le acciaierie.
- L'importante centrale termoelettrica di San Filippo del Mela.
- Aree industriali a Villafranca Tirrena, Torregrotta, Barcellona Pozzo di Gotto e Patti.
- Aree industriali-artigianali nella zona compresa tra Capo d'Orlando, Rocca di Capri Leone e Torrenova.
- Grande presenza nel territorio a sud della stazione ferroviaria di Messina, ma in dismissione, le grandi officine ferroviarie FS e private per manutenzione e costruzione di vagoni ferroviari.

### Commercio
Il commercio insieme al turismo è l'elemento trainante dell'economia metropolitana. I dati Istat riguardanti il numero di attività commerciali mettono in evidenza come il settore sia sviluppato e trainante oltre che per la città capoluogo, in particolare per i centri di Milazzo, Barcellona Pozzo di Gotto e Capo d'Orlando.
I centri commerciali sorgono nella periferia sud di Messina con negozi nel tratto di strada statale 114 compreso tra Maregrosso e Tremestieri, raggiungibili dagli svincoli della tangenziale. Il centro commerciale Tremestieri, centro commerciale Maregrosso, centro Today e centro La Via Lattea. Sarà costruito un nuovo centro commerciale di grande dimensione (una struttura di 40000 m²) a Zafferia, sempre nella zona sud, con una galleria di 60 negozi di vicinato, un grande ipermercato Auchan e due medie superfici (elettronica e articoli sportivi)
Nel territorio si trovano zone commerciali di medie e piccole dimensioni a Villafranca Tirrena, Torregrotta, Barcellona Pozzo di Gotto, Taormina, Brolo, Capo d'Orlando, Patti e Sant'Agata di Militello. A Milazzo sono presenti due centri commerciali: il centro commerciale Milazzo e il Parco Corolla. A Villafranca Tirrena è presente il centro commerciale La Briosa.

### Turismo
La città metropolitana è sede di notissime località turistiche quali Taormina e le Isole Eolie; insieme a Messina e agli altri centri della città metropolitana sono state raggiunte circa 5 milioni di presenze turistiche annue, un primato in Sicilia e nel meridione d'Italia. Il porto di Messina accoglie 400.000 croceristi l'anno. Molto visitate sono le Gole dell'Alcantara sull'omonimo fiume al confine con la città metropolitana di Catania; site nel comune di Motta Camastra in località Fondaco Motta e tutelate da un Parco Fluviale; notevolissimi gli scenari naturalistici dei monti Peloritani, tra i quali spiccano la Rocca di Salvatesta, Monte Scuderi e la Montagna di Vernà, e del Parco dei Nebrodi, entrambi ricchi di boschi e percorsi per l'escursionismo. L'intero tracciato costiero è atto alla balneazione (Milazzo, Venetico, Oliveri, Patti, Gioiosa Marea, Piraino, Brolo, Capo d'Orlando, Giardini Naxos, Taormina, Letojanni, Sant'Alessio Siculo, Santa Teresa di Riva, Furci Siculo). Importanti le aree archeologiche di Tindari (con il suo teatro greco), di Alesa Arconidea, di Taormina e di Naxos; la produzione ceramica di Santo Stefano di Camastra e Patti con la sua villa romana; i piccoli e medi centri storici (San Piero Patti, Montalbano Elicona, San Marco d'Alunzio, Santa Lucia del Mela, Novara di Sicilia, Savoca, Forza d'Agrò,
Casalvecchio Siculo, Fiumedinisi ed Alì). Notevole l'offerta museale, le grandi manifestazioni estive (Il festival di Taormina Arte, e altre rassegne ospitate a Tindari, Villa Piccolo di Capo d'Orlando e Castroreale). Sei comuni della città metropolitana di Messina fanno parte dell'esclusivo club de i borghi più belli d'Italia: Castroreale, Castelmola, Savoca, San Marco d'Alunzio, Novara di Sicilia, Montalbano Elicona dove si trovano anche i megaliti dell'Argimusco. Nel territorio di Acquedolci si trova la grotta di San Teodoro, all'interno della quale sono state ritrovate le più antiche sepolture paleolitiche siciliane (cinque crani e due scheletri eccezionalmente completi) un passo importante verso la conoscenza approfondita degli antichi abitanti della Sicilia.

## Università
L'Università degli Studi di Messina, fondata nel 1548 da Ignazio di Loyola come "primum ac prototypum collegium Societatis Jesu", ovvero primo Collegio al mondo della Società di Gesù, è stata, fin dalle proprie origini, un luogo privilegiato per gli scambi tra culture diverse. Poco più di un secolo dopo, nel 1678, l'Ateneo è stato chiuso in seguito alla rivolta antispagnola. In questo periodo, l'Università costituiva l'espressione politico-culturale più rappresentativa della città di Messina e annoverava fra i suoi professori Giovanni Alfonso Borelli, Pietro Castelli, Giovan Battista Cortesi, Carlo Fracassati, Giacomo Gallo, Mario Giurba, Marcello Malpighi, Francesco Maurolico. L'Ateneo è stato poi rifondato nel 1838 dal re Ferdinando II e, a parte la breve chiusura a causa della rivolta antiborbonica del 1847, fino ai primi del Novecento è stato una fucina per grandi intellettuali come Pietro Bonfante, Leonardo Coviello, Vittorio Martinetti, Vittorio Emanuele Orlando, Giovanni Pascoli, Gaetano Salvemini. Il terremoto che ha devastato Messina nel 1908 ha distrutto gran parte delle strutture e delle attrezzature dell'Ateneo, oltre a causare la morte di molti professori e studenti. Già nel 1909 però la Facoltà di Giurisprudenza ha riaperto le proprie porte e negli anni successivi seguiranno il suo esempio anche le Facoltà di Lettere, Scienze, Farmacia e Medicina. Anno dopo anno, l'Ateneo ha riacquistato vitalità, riuscendo a superare brillantemente anche il periodo della ricostruzione dopo la seconda guerra mondiale, grazie all'apporto di Rettori illuminati come Gaetano Martino e Salvatore Pugliatti.
Dal 2018 il rettore dell'ateneo è il prof. Salvatore Cuzzocrea e conta circa 52 000 iscritti ed è la terza università siciliana per numero di studenti (Palermo e Catania contano circa 62 000 iscritti).
L'attività didattica è suddivisa in 12 dipartimenti:
- Dipartimento di Civiltà antiche e moderne;
- Dipartimento di Economia;
- Dipartimento di Giurisprudenza;
- Dipartimento di Ingegneria;
- Dipartimento di Medicina clinica e sperimentale;
- Dipartimento di Patologia umana dell'adulto e dell'età evolutiva;
- Dipartimento di Scienze biomediche, odontoiatriche e delle immagini morfologiche e funzionali;
- Dipartimento di Scienze chimiche, biologiche, farmaceutiche ed ambientali;
- Dipartimento di Scienze cognitive, psicologiche, pedagogiche e degli studi culturali;
- Dipartimento di Scienze matematiche e informatiche, scienze fisiche e scienze della Terra;
- Dipartimento di Scienze politiche e giuridiche;
- Dipartimento di Scienze veterinarie.

Ha sedi decentrate a Barcellona Pozzo di Gotto, Milazzo, Patti, Taormina e Noto.

## Cinema
Nel capoluogo le sale cinematografiche sono 25.
Nel territorio metropolitano si trovano a Barcellona Pozzo di Gotto, Milazzo, Patti, Gliaca di Piraino, Brolo, Capo d'Orlando, Sant'Agata di Militello, Santo Stefano di Camastra e Mistretta sul lato tirrenico.
Ad Alì Terme, Letojanni, Taormina, Giardini Naxos e Francavilla di Sicilia dal lato jonico.

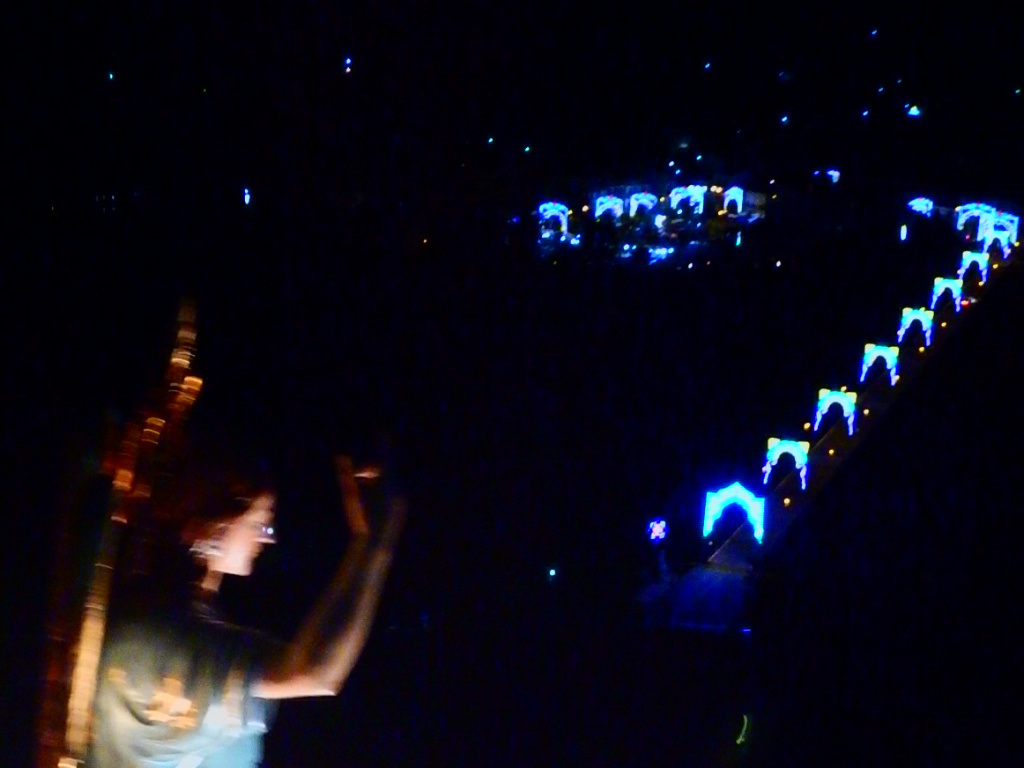
festa dell'Angelo Custode a Fondachelli-Fantina la 2ª domenica di Luglio

## Feste religiose e tradizioni popolari
Tra i principali appuntamenti, si ricordano, in ordine cronologico:
| Periodo                                           | Ricorrenza | Città                                             |
| ------------------------------------------------- | --- | ------------------------------------------------- |
| 20 gennaio                                        | Festa religiosa di San Sebastiano | Mistretta, Tortorici e Barcellona Pozzo di Gotto. |
| Martedì grasso                                    | Sfilata dell'orso e della corte principesca | Saponara                                          |
| febbraio                                          | Sfilata carri allegorici ed eventi collaterali del Carnevale Torrese | Torregrotta                                       |
| febbraio                                          | Carnevale dello Jonio, sfilata carri allegorici dei comuni della Riviera Jonica e della Valle d'Agrò | Santa Teresa di Riva                              |
| febbraio                                          | Carnevale | Acquedolci                                        |
| 19 marzo                                          | Festa di San Giuseppe | Oliveri                                           |
| 19 marzo e il martedì dopo Pasqua                 | Festa di San Giuseppe | Piraino                                           |
| 19 marzo                                          | Festa di San Giuseppe | Merì                                              |
| ultimo venerdì di marzo                           | Processione del SS. Crocifisso con gli incappucciati blu "i babbaluti" | San Marco d'Alunzio                               |
| Venerdì Santo                                     | Sacra Rappresentazione del Venerdì Santo | Francavilla di Sicilia                            |
| Domenica delle Palme e Domenica di Pasqua         | Passione di Cristo | Savoca                                            |
| Venerdì Santo                                     | La processione delle vare, la più antica a Pozzo di Gotto, la più nuova a Barcellona. Accompagnate da canti e lamenti in latino, si uniscono sul viale del Longano che separa idealmente i due nuclei della città. | Barcellona Pozzo di Gotto                         |
| Venerdì Santo                                     | Processione dei "misteri", 10 varette del Venerdì Santo realizzate a partire da fine '500 | Mistretta                                         |
| Venerdì Santo                                     | Processione delle varette | Santa Teresa di Riva                              |
| Mercoledì, Giovedì e Venerdì Santo                | Festa dei Giudei | San Fratello                                      |
| domenica di Pasqua                                | Processione dell'incontro tra Cristo Risorto e la Madonna | Santa Teresa di Riva                              |
| Lunedì dell'Angelo                                | Festa dell'Alloro | Forza d'Agrò                                      |
| prima domenica dopo Pasqua                        | Festa della SS. Maria della Catena | San Piero Patti                                   |
| 5 maggio                                          | Festa della patrona Sant'Oliva | Pettineo                                          |
| prima domenica di maggio                          | Festa di S. Francesco di Paola | Milazzo                                           |
| 11-12 e terzo sabato di maggio                    | Festa di San Filippo d'Agira | Limina                                            |
| domenica d'Ascensione                             | Festa patronale di Maria SS. della Catena | Castel di Tusa                                    |
| 3 giugno                                          | Festa della Madonna della Lettera | Messina                                           |
| 12 giugno                                         | Festa della Madonna di Montalto | Messina                                           |
| 13 giugno e domenica successiva                   | Festa di Sant'Antonio | Milazzo                                           |
| 13 giugno e domenica successiva                   | Festa di S. Antonio presso la Basilica Santuario S. Antonio. | Messina                                           |
| Corpus Domini                                     | Antica infiorata | San Pier Niceto                                   |
| 24 giugno                                         | Festa di San Giovanni | Castanea delle Furie                              |
| 24 giugno                                         | Festa di San Giovanni | Alcara Li Fusi                                    |
| 29 giugno                                         | Festa di San Pietro e San Paolo | San Pier Niceto                                   |
| prima domenica di luglio                          | Festa della Madonna dell'Acqua Santa | Valdina                                           |
| seconda domenica di luglio                        | Festa dell'Angelo Custode | Fondachelli-Fantina                               |
| 16 luglio                                         | Festa Patronale di Santa Maria del Carmelo – Processione Solenne risalente al 1864 | Santa Teresa di Riva                              |
| 26 luglio                                         | Festa patronale di San Giacomo apostolo maggiore | Capizzi                                           |
| 26 luglio                                         | Festa di Sant'Anna | Floresta                                          |
| prima domenica di agosto                          | Festa di Santa Maria di Porto Salvo – Tradizionale Processione a mare | Santa Teresa di Riva                              |
| prima domenica di agosto                          | Festa di San Sebastiano | Graniti                                           |
| 2 agosto                                          | Processione di San Basilio "avanti e indietro" e sfilata di torce di basilico | San Marco d'Alunzio                               |
| 3, 4 e 5 agosto                                   | Festa della Madonna di Dinnammare | Larderia                                          |
| 5 agosto                                          | Festa della Madonna della Neve | Santa Lucia del Mela                              |
| seconda domenica di agosto                        | Festa di San Sebastiano | Gaggi                                             |
| seconda domenica di agosto (ogni 7 anni)          | Festa della Vara della Madonna Annunziata | Fiumedinisi                                       |
| seconda domenica di agosto                        | Festa di Santa Lucia V.M. Rappresentazione del Martirio di Santa Lucia, da tradizione risalente al Seicento | Savoca                                            |
| seconda domenica di agosto                        | Nte vaneddi i Turturici è Arte (manifestazione con tradizioni popolari e paesane) | Tortorici                                         |
| 13, 14 e 15 agosto                                | Festa Patronale Maria Santissima Assunta | Tusa                                              |
| 15 agosto                                         | Festa dell'Assunta | Novara di Sicilia                                 |
| 15 agosto                                         | Festa dell'Assunta (Vara) | Messina                                           |
| 16 agosto                                         | Festa di San Rocco | Motta d'Affermo                                   |
| 17 agosto (ogni 10 anni)                          | Festa Ranni i'Sant'Agata | Alì                                               |
| 18 agosto                                         | Festa di San Sebastiano | Mistretta                                         |
| 19, 20 e 21 agosto                                | Festa di San Calogero | San Salvatore di Fitalia                          |
| 24 agosto                                         | Festa di San Bartolomeo | Lipari                                            |
| 25 agosto                                         | Cristo Longu | Castroreale                                       |
| 26, 27 e 28 agosto                                | Festa di San Vincenzo Ferreri | Castell'Umberto                                   |
| ultima domenica di agosto                         | Festa di Maria SS. delle Grazie | Mazzarrà Sant'Andrea                              |
| ultima domenica di agosto                         | Festa di Sant'Euplio | Francavilla di Sicilia                            |
| sabato antecedente la prima domenica di settembre | Suggestiva processione "du Capidduzzu di Maria". | Monforte San Giorgio                              |
| 1º settembre                                      | Festa di San Cono | Naso                                              |
| prima domenica di settembre                       | Festa di San Vincenzo Martire | Tripi                                             |
| prima domenica di settembre                       | A luminaria d'u laccu | Brolo contrada Lacco                              |
| prima domenica di settembre                       | Festa della Madonna della Catena | Mongiuffi Melia                                   |
| 8 settembre                                       | Festa della Madonna della Provvidenza | Fondachelli-Fantina                               |
| 7 e 8 settembre                                   | Festa di SS. Maria del Tindari | Patti                                             |
| 7 e 8 settembre                                   | Festa di Maria SS. della Luce con i Giganti | Mistretta                                         |
| seconda domenica di settembre                     | Festa di Santa Maria del Bosco | Alì                                               |
| seconda domenica di settembre                     | Festa del SS. Ecce Homo | Mistretta                                         |
| seconda domenica di settembre                     | Festa Patronale di Sant'Onofrio Anacoreta, risalente al 1744 | Casalvecchio Siculo                               |
| 14 settembre                                      | Festa Patronale del SS. Crocifisso – Si porta in Processione un antico Crocifisso ligneo del 1300 | Forza d'Agrò                                      |
| 15 settembre                                      | Festa patronale di santa Maria delle Grazie | Terme Vigliatore                                  |
| 20 e 21 settembre                                 | Festa patronale di Maria SS. Annunziata | Raccuja                                           |
| prima domenica di ottobre                         | Festa patronale di Maria SS. del Rosario, patrona della città dal 1872 | Furci Siculo                                      |
| 21 e 22 ottobre                                   | Festa di Maria Santissima | Capo d'Orlando                                    |
| terza domenica di settembre                       | Festa del Letto Santo | Santo Stefano di Camastra                         |
| 4 dicembre                                        | Festa di Santa Barbara | Francavilla di Sicilia                            |
| 6 dicembre                                        | Festa di San Nicola | Saponara                                          |
| 8 dicembre                                        | Festa dell'Immacolata Concezione | Saponara                                          |
| 13 dicembre                                       | Festa di Santa Lucia | Santa Lucia del Mela                              |

## Dialetto
Nella città metropolitana si parla il dialetto messinese, variante del siciliano.
In alcuni centri è parlato un idioma gallo-italico: Acquedolci, Fondachelli-Fantina, Novara di Sicilia, San Fratello e San Piero Patti.
I comuni dell'area sud – ovest della città metropolitana risentono dell'influenza dalla parlata ennese, quelli della città metropolitana sud dalla cadenza catanese, i comuni della parte ovest dal palermitano.

## Giornali, radio e televisioni
Messina è stata ed è sede di vari organi d'informazione, tra cui il quotidiano Gazzetta del Sud fondato nel 1952 da Uberto Bonino, il giornale più letto e diffuso nella città metropolitana. Anche le altre maggiori testate siciliane, Giornale di Sicilia e La Sicilia, pubblicano un'edizione locale per la città metropolitana di Messina. In passato Messina è stata la sede del quotidiano La Tribuna del Mezzogiorno, chiuso a inizio anni settanta. A Messina aveva sede anche un settimanale a diffusione regionale, Centonove (dal numero dei comuni (108) più uno). Nella città metropolitana esistono alcuni periodici d'informazione locale, tra questi i mensili In Cammino di Patti e La Nuova Provincia di Milazzo. Sui Nebrodi occidentali hanno sede a Mistretta il mensile IlCentroStorico e il periodico Mistretta senza frontiere.
Varie anche le reti televisive del territorio metropolitano: Onda TV di Sant'Agata di Militello, Tirreno Sat di Milazzo e Antenna del Mediterraneo di Capo d'Orlando. Con il passaggio al digitale terrestre, del luglio 2012, i segnali di queste emittenti coprono tutto o gran parte del territorio regionale.
A Messina la TV più grande e longeva della città (è nata nel 1976) è RTP, il cui segnale copre l'area urbana e buona parte della città metropolitana. Altre due TV messinesi che coprono solo il territorio metropolitano limitrofo alla città di Messina sono TCF e Tremedia. Altre emittenti locali operanti nel territorio della città metropolitana, sono: Telemistretta di Mistretta e Tele90 di Alì Terme.
In passato sono esistite altre emittenti televisive che hanno fatto parte della storia delle tv locali della città metropolitana, tra esse, Rete 6 di Patti, Radio Tele Tirrenica e Rete55 (già Canale 31 e Canale 26) di Capo d'Orlando, Tele Barcellona e Telenews di Barcellona Pozzo di Gotto, Teletime, Tele Stretto, Tele Spazio ME e TVM di Messina, TeleNebrodi di San Piero Patti, Rete Nebrodi e RTG di Galati Mamertino, CDS Canale Dieci Sicilia di Spadafora, Radio Tele Mediterranea di Milazzo, Canale Alpha di Librizzi, Tele Castel di Lucio di Castel di Lucio, Tele Motta di Motta d'Affermo, Video Taormina di Taormina, Video Eolie e Teleisole di Lipari, RTC Radio Tele Color e Video Vela di Venetico e RTS Radio Tele Sant'Agata di Sant'Agata di Militello.
Le radio nella città metropolitana sono numerose, quali, Radio Messina International, Radio Antenna dello Stretto, Radio Zenith, Radio Street Messina, Radio Messina Sud, Radio Italia Anni60 e Radio Doc di Capo d'Orlando, Radio Amore (Radio LatteMiele, Tam Tam Network) e Radio Tindari a Patti, Europa Radio a Santa Teresa di Riva, RCL Radio Castell'Umberto, Radio Milazzo International, Radio Stereo S.Agata, Radio Splash e a Mistretta la Radio Interparrocchiale Mistretta, che copre l'area dei Nebrodi occidentali e di alcuni comuni delle Madonie orientali.
Diverse le testate giornalistiche online concentrate soprattutto nel capoluogo metropolitano, tra cui Tempostretto, 98cento, Il cittadino di Messina, Infomessina. Per il turista e il cittadino esiste da molti anni un sito internet dedicato alla cartografia e ai monumenti, Messinacity. A Sinagra ha sede il giornale online Corriere dei Nebrodi.

## Gastronomia
Essendo prevalentemente affacciato sul mare, il territorio presenta una gastronomia in cui i prodotti della pesca dominano incontrastati: pescespada, stoccafisso, ghiotta di "piscistoccu" (piatto che consiste di tranci di stoccafisso cotti lungamente in un intingolo di salsa, patate, capperi e altri aromi) o con i frutti di mare utilizzati, anche, per la preparazione di sughi per condire la pasta.
La gastronomia del messinese non si ferma al capitolo pesce ma abbraccia una serie di prodotti più legati alla pastorizia, concentrata prevalentemente nella zona dei Nebrodi. Qui, oltre a piatti di carne proveniente da capi allevati nella zona, si trovano prodotti dell'attività caseari quali il canestrato, il pecorino, la ricotta e la provola. Tipico anche il salame (tipico il Sant'Angelo di Brolo), la cui materia prima è la carne di maiali di diverse razze tra cui quella del maiale nero dei Nebrodi. Tra gli ingredienti anche il peperoncino che caratterizza il salame di San Marco d'Alunzio, differenziandolo da quello di Sant'Angelo di Brolo. Tra i prodotti degno di nota è il capocollo servito anche nella sua variante affumicata. Altro capitolo della cucina messinese è quello riguardante i dolci; soprattutto nelle giornate estive, la granita al limone, al caffè o alla fragola.
Della tradizione fanno parte la pignolata (dolce di strutto, uova, zucchero, limone e cioccolato), il riso nero (riso cotto nel latte con l'aggiunta di cioccolato fondente e mandorle), i pasticciotti di carne e i cardinali, dolci tipici di Patti e le crocchette dolci di riso.
Delle Isole Eolie ricordiamo gli spicchiteddi (biscotti natalizi speziati con chiodi di garofano e cannella), la pasta squaddata (pasta dalla forma annodata fritta in olio d'oliva e aromatizzata al rosmarino), le vastidduzze di passola e mandorla (biscotti con uvetta e mandorle tradizionali per la festa di San Giuseppe; le forme date a questi biscotti sono delle vere e proprie opere d'arte, di cui solo le donne più anziane mantengono la capacità di prepararle con le forme tradizionali) e ancora gli sfinci di zucca gialla (dolci che in passato venivano spesso preparati come usanza in occasione della costruzione del tetto di una nuova casa, e la padrona di casa li offriva al vicinato a simboleggiare il termine dei lavori). Di seguito, un elenco delle specialità tipiche della città metropolitana:

## Comuni metropolitani
- Acquedolci
- Alcara Li Fusi
- Alì
- Alì Terme
- Antillo
- Barcellona Pozzo di Gotto
- Basicò
- Brolo
- Capizzi
- Capo d'Orlando
- Capri Leone
- Caronia
- Casalvecchio Siculo
- Castel di Lucio
- Castell'Umberto
- Castelmola
- Castroreale
- Cesarò
- Condrò
- Falcone
- Ficarra
- Fiumedinisi
- Floresta
- Fondachelli-Fantina
- Forza d'Agrò
- Francavilla di Sicilia
- Frazzanò
- Furci Siculo
- Furnari
- Gaggi
- Galati Mamertino
- Gallodoro
- Giardini-Naxos
- Gioiosa Marea
- Graniti
- Gualtieri Sicaminò
- Itala
- Leni
- Letojanni
- Librizzi
- Limina
- Lipari
- Longi
- Malfa
- Malvagna
- Mandanici
- Mazzarrà Sant'Andrea
- Merì
- Messina
- Milazzo
- Militello Rosmarino
- Mirto
- Mistretta
- Mojo Alcantara
- Monforte San Giorgio
- Mongiuffi Melia
- Montagnareale
- Montalbano Elicona
- Motta Camastra
- Motta d'Affermo
- Naso
- Nizza di Sicilia
- Novara di Sicilia
- Oliveri
- Pace del Mela
- Pagliara
- Patti
- Pettineo
- Piraino
- Raccuja
- Reitano
- Roccafiorita
- Roccalumera
- Roccavaldina
- Roccella Valdemone
- Rodì Milici
- Rometta
- San Filippo del Mela
- San Fratello
- San Marco d'Alunzio
- San Pier Niceto
- San Piero Patti
- San Salvatore di Fitalia
- San Teodoro
- Sant'Agata di Militello
- Sant'Alessio Siculo
- Sant'Angelo di Brolo
- Santa Domenica Vittoria
- Santa Lucia del Mela
- Santa Marina Salina
- Santa Teresa di Riva
- Santo Stefano di Camastra
- Saponara
- Savoca
- Scaletta Zanclea
- Sinagra
- Spadafora
- Taormina
- Terme Vigliatore
- Torregrotta
- Torrenova
- Tortorici
- Tripi-Abakainon
- Tusa
- Ucria
- Valdina
- Venetico
- Villafranca Tirrena

### Comuni più popolosi

Cartina della città metropolitana con rappresentati i confini comunali

Il gonfalone della città metropolitana

| Stemma | Città                     | Popolazione (ab.) | Superficie (km²) |
| ------ | ------------------------- | ----------------- | ---------------- |
|        | Messina                   | 217.575           | 211 km²          |
|        | Barcellona Pozzo di Gotto | 41.544            | 59 km²           |
|        | Milazzo                   | 31.527            | 24 km²           |
|        | Capo d'Orlando            | 13.320            | 15 km²           |
|        | Patti                     | 13.266            | 50 km²           |
|        | Lipari                    | 12.734            | 88.61 km²        |
|        | Sant'Agata Militello      | 12.575            | 33.5 km²         |
|        | Taormina                  | 10.935            | 13 km²           |
|        | Santa Teresa di Riva      | 9.447             | 8 km²            |
|        | Giardini-Naxos            | 9.325             | 5 km²            |

## Amministrazione

### Commissari straordinari regionali (2015–2022)
| Nominativo        | Mandato          | Mandato          |
| Nominativo        | Inizio           | Fine             |
| ----------------- | ---------------- | ---------------- |
| Filippo Romano    | 4 agosto 2015    | 18 ottobre 2017  |
| Francesco Calanna | 18 ottobre 2017  | 8 marzo 2018     |
| Filippo Ribaudo   | 8 marzo 2018     | 17 febbraio 2020 |
| Santi Trovato     | 17 febbraio 2020 | 22 febbraio 2022 |
| Leonardo Santoro  | 22 febbraio 2022 | 16 giugno 2022   |

### Sindaci metropolitani (dal 2016)
| Nº  | Nº | Ritratto | Nome              | Mandato          | Mandato          | Partito                  | Carica                    |
| Nº  | Nº | Ritratto | Nome              | Inizio           | Fine             | Partito                  | Carica                    |
| --- | -- | -------- | ----------------- | ---------------- | ---------------- | ------------------------ | ------------------------- |
| -   |    |          | Filippo Romano    | 4 gennaio 2016   | 31 maggio 2016   | –                        | Commissario straordinario |
| 1   |    |          | Renato Accorinti  | 10 giugno 2016   | 10 ottobre 2017  | Indipendente di sinistra | Sindaco metropolitano     |
| -   |    |          | Francesco Calanna | 10 ottobre 2017  | 8 marzo 2018     | –                        | Commissario regionale     |
| (1) |    |          | Renato Accorinti  | 8 marzo 2018     | 26 giugno 2018   | Indipendente di sinistra | Sindaco metropolitano     |
| 2   |    |          | Cateno De Luca    | 26 giugno 2018   | 14 febbraio 2022 | Sicilia Vera             | Sindaco metropolitano     |
| -   |    |          | Leonardo Santoro  | 22 febbraio 2022 | 16 giugno 2022   | –                        | Commissario regionale     |
| 3   |    |          | Federico Basile   | 16 giugno 2022   | in carica        | Sicilia Vera             | Sindaco metropolitano     |

## Aree d'interesse culturale

### Musei e parchi
| Comune                    | Sito |
| ------------------------- | --- |
| Alcara Li Fusi            | Museo di arte sacra |
| Alì                       | Museo di arte sacra Chiesa Madre Sant'Agata                                                                            |
| Barcellona Pozzo di Gotto | Museo etnostorico Nello Cassata                                                                                        |
| Barcellona Pozzo di Gotto | Parco Museo Jalari |
| Capo d'Orlando            | Museo fondazione Piccolo di Calanovella                                                                                |
| Capo d'Orlando            | Antiquarium |
| Capo d'Orlando            | Pinacoteca |
| Castel di Lucio           | Parco scultoreo d'arte contemporanea Fiumara d'arte - Una curva gettata alle spalle del tempo, Il labirinto di Arianna |
| Castroreale               | Museo civico e pinacoteca parrocchiale                                                                                 |
| Roccalumera               | Parco letterario Salvatore Quasimodo                                                                                   |
| Francavilla di Sicilia    | Antiquarium (reperti greci V secolo a.C.)                                                                              |
| Francavilla di Sicilia    | Museo di Storia Contadina e Francescana (Convento dei Frati Cappuccini)                                                |
| Furci Siculo              | Museo del mare |
| Giardini Naxos            | Museo archeologico di Naxos                                                                                            |
| Lipari                    | Museo archeologico regionale eoliano                                                                                   |
| Messina                   | Museo regionale di Messina                                                                                             |
| Messina                   | Museo della cultura e musica popolare dei Peloritani                                                                   |
| Messina                   | Museo Annibale di Francia                                                                                              |
| Messina                   | Galleria d'Arte Moderna e Contemporanea "Lucio Barbera"                                                                |
| Messina                   | I Ferri du Misteri |
| Messina                   | Parco-Museo "Forte Cavalli"                                                                                            |
| Messina                   | Museo del Santuario di Montalto                                                                                        |
| Messina                   | Museo Provinciale "Messina nel '900"                                                                                   |
| Messina                   | Museo del Tesoro di San Placido                                                                                        |
| Messina                   | Museo del Tesoro del Duomo di Messina                                                                                  |
| Milazzo                   | Antiquarium archeologico                                                                                               |
| Mistretta                 | Museo civico polivalente "Egidio Ortolani" (Palazzo Mastrogiovanni Tasca)                                              |
| Mistretta                 | Museo delle tradizioni silvo-pastorali "Giuseppe Cocchiara" (Antico Tribunale)                                         |
| Mistretta                 | Museo diocesano presso la cripta della Chiesa Madre Santa Lucia                                                        |
| Mistretta                 | Museo della Fauna del Parco dei Nebrodi (Palazzo Portera)                                                              |
| Mistretta                 | Museo dello Scalpellino                                                                                                |
| Mistretta                 | Parco scultoreo d'arte contemporanea Fiumara d'arte - La via della bellezza, Stanza di Barca d'oro                     |
| Mojo Alcantara            | Museo etnografico |
| Motta d'Affermo           | Parco scultoreo d'arte contemporanea Fiumara d'arte - Energia Mediterranea, Piramide 38º parallelo                     |
| Novara di Sicilia         | Museo etnografico |
| Novara di Sicilia         | Sala Espositiva della Matrice (Duomo)                                                                                  |
| Patti                     | Museo diocesano |
| Patti                     | Museo etnografico di Sorrentini                                                                                        |
| Patti                     | Museo della ceramica                                                                                                   |
| Patti                     | Antiquarium della Villa Romana                                                                                         |
| Pettineo                  | Parco scultoreo d'arte contemporanea Fiumara d'arte - Museo domestico                                                  |
| Piraino                   | Museo etnoantropologico                                                                                                |
| San Marco d'Alunzio       | Museo normanno-bizantino                                                                                               |
| San Marco d'Alunzio       | museo di arte sacra |
| San Marco d'Alunzio       | museo antropologico |
| San Marco d'Alunzio       | museo basiliano |
| San Salvatore di Fitalia  | Museo comunale delle tradizioni religiose                                                                              |
| Santa Lucia del Mela      | Museo diocesano |
| Roccalumera               | Parco letterario Salvatore Quasimodo                                                                                   |
| Sant'Agata Militello      | Museo etnoantropologico dei Nebrodi                                                                                    |
| Sant'Angelo di Brolo      | Museo degli Angeli |
| Santo Stefano di Camastra | Museo civico delle ceramiche                                                                                           |
| Santo Stefano di Camastra | Antiquarium archeologico                                                                                               |
| Savoca                    | Museo Etno-antropologico e Cripta del convento dei Cappuccini con le mummie                                            |
| Scaletta Zanclea          | Museo etno-antropologico                                                                                               |
| Terme Vigliatore          | Villa Romana |
| Tortorici                 | Museo delle tradizioni                                                                                                 |
| Tripi                     | Museo archeologico "Santi Furnari"                                                                                     |
| Tusa                      | Parco archeologico di Halaesa                                                                                          |
| Tusa                      | Parco scultoreo d'arte contemporanea Fiumara d'arte - Atelier sul Mare, La materia poteva non esserci                  |
| Tusa                      | Antiquarium archeologico "Badia" presso Tusa centro                                                                    |
| Tusa                      | Antiquarium archeologico "Giacomo Scibona" presso gli scavi archeologici.                                              |
| Ucria                     | Museo etnostorico dei Nebrodi                                                                                          |
| Ucria                     | Museo della cartapesta Giampistone                                                                                     |
| Ucria                     | Museo tipologico delle arti tradizionali                                                                               |
| Ucria                     | Museo pedagogico dell'arte e della creatività giovanile                                                                |

### Siti archeologici e castelli
| Comune                  | Sito |
| ----------------------- | --- |
| Messina                 | I forti umbertini, Forte o Castel Gonzaga, Castellaccio, Resti della Cittadella, necropoli ellenistica in via degli orti |
| Acquedolci              | Castello e borgo "Marina" (XVII sec), Grotta di San Teodoro                                                              |
| Antillo                 | Castello |
| Capo d'Orlando          | Cave di Mercadante, Terme di Bagnoli, Castello Bastione, Ruderi del castello di Orlando                                  |
| Caronia                 | Mura perimetrali della città di Calacte                                                                                  |
| Castelmola              | Castello |
| Castell'Umberto         | Torre e cinta muraria del castello dei Sollima, di origine normanna                                                      |
| Forza d'Agrò            | Castello di Forza d'Agrò                                                                                                 |
| Francavilla di Sicilia  | Ruderi del Castello Normanno                                                                                             |
| Fiumedinisi             | Castello |
| Giardini Naxos          | Castello di Schisò |
| Malvagna                | Resti della cuba, costruzione medievale                                                                                  |
| Milazzo                 | Castello di Milazzo |
| Messina                 | Chiesa di Santa Maria di Mili                                                                                            |
| Mistretta               | Ruderi del castello arabo normanno                                                                                       |
| Montalbano Elicona      | Castello di Montalbano Elicona                                                                                           |
| Motta Camastra          | Castello |
| Motta d'Affermo         | Castello |
| Novara di Sicilia       | Castello |
| Patti                   | Villa Romana e Tyndaris                                                                                                  |
| Raccuja                 | Castello Branciforti |
| Roccella Valdemone      | Castello |
| Rometta                 | Castello |
| Sant'Agata di Militello | Castello Gallego |
| Sant'Alessio Siculo     | Castello |
| Santa Lucia del Mela    | Castello - Santuario |
| Savoca                  | Castello di Pentefur |
| Scaletta Zanclea        | Castello |
| Spadafora               | Castello |
| Taormina                | Teatro antico, odeon, naumachie, torre militare, castello e necropoli araba                                              |
| Torregrotta             | Torre e portale merlato del Castrum                                                                                      |
| Tripi                   | Castello di Tripi |
| Tusa                    | Castello di S. Giorgio di Castel di Tusa                                                                                 |
| Tusa                    | Ruderi del Castello di Tusa (archiviato dall'url originale il 2 aprile 2015).                                            |
| Venetico                | Castello di Venetico |
| Villafranca Tirrena     | Castello di Bauso |

### Terme
- Alì Terme: Terme Marino, Terme Acqua Grazia e Terme Granata Cassibile (stabilimento non in funzione)
- Lipari: Terme di San Calogero
- Terme Vigliatore: Terme fonte di Venere
- Vulcano: Terme del porto di levante
- Capo d'Orlando: Terme di Bagnoli

## Sport

### Calcio
Il Messina Calcio è la squadra di calcio più rappresentativa del territorio. Ha partecipato 5 volte ai campionati di massima divisione nazionale. Nel 2004 è stata promossa in Serie A dopo 39 anni. Dopo tre stagioni nella massima serie, retrocesse nella serie cadetta e, dopo un anno in serie B chiuso al 13º posto, avvenne il fallimento societario. Dopo cinque campionati consecutivi di Serie D, nella stagione 2012-2013 l'ACR Messina guidata dai Lo Monaco è stata promossa in Seconda Divisione Lega Pro, in seguito alla vittoria del campionato di Serie D, e l'anno seguente ha ottenuto una seconda promozione di fila, questa volta in Prima Divisione Lega Pro, dopo essersi piazzata ancora al primo posto. Nei successivi due anni di Lega Pro ha ottenuto un 15º e un 7º posto.
In passato anche l'Igea Virtus di Barcellona Pozzo di Gotto e il Milazzo hanno partecipato al campionato di Lega Pro Seconda Divisione
Nel campionato italiano femminile di calcio l'Orlandia 97 di Capo d'Orlando, ora fallita, ha militato nel campionato di serie A. Unica rappresentante di tutto il meridione d'Italia.

### Pallacanestro
Nella pallacanestro è presente nel territorio l'Orlandina Basket, la squadra più importante e gloriosa della Sicilia. La squadra di Capo d'Orlando è anche detentrice di records di livello nazionale e internazionale. Attualmente, dopo essere stata radiata dal campionato di Serie A nel 2008, l'Orlandina partecipa al campionato di Serie A2. Il Basket Barcellona partecipava al campionato Serie A2 fino alla stagione Serie A2 2015-2016  mentre il Patti Basket al campionato di Serie D nazionale.

### Pallavolo
Nella pallavolo per la stagione 2013-2014 la squadra del Volley Brolo milita in A2, mentre la Pallavolo Messina è stata promossa in B1.

### Altri sport
Nell'automobilismo la manifestazione attualmente più importante è lo slalom Torregrotta - Roccavaldina inserito nel Campionato Italiano Slalom.
Nella pallamano, l'Esperia Orlandina di Capo d'Orlando, in A2, è la maggiore squadra della città metropolitana.
Nella pallanuoto e nel calcio a cinque femminile, Messina conta una squadra in massima serie.